# Gradient geotermiczny
Gradient geotermiczny – parametr opisujący zmiany temperatury Ziemi wraz z głębokością, czyli gradient temperatury. Wartość współczynnika określa przyrost temperatury na jednostkę przyrostu głębokości wewnątrz Ziemi, poniżej strefy termicznie neutralnej. Jego odwrotnością  jest stopień geotermiczny.
Zjawisko zmiany temperatury w Ziemi wynika z występowania przepływu ciepła z wnętrza Ziemi na powierzchnię, zjawisko to wykorzystuje się w budowie ciepłowni geotermicznych jako naturalne źródło energii cieplnej.